# Selma Björnsdóttir
Selma, polno ime Selma Björnsdóttir, islandska pevka zabavne glasbe in igralka, * 13. junij 1974, Reykjavík, Islandija. V tujini je postala prepoznavna zlasti po dveh nastopih na Evroviziji, in sicer leta 1999 in 2005.
Na izboru za Pesem Evrovizije 1999 je v Jeruzalemu nastopila s pesmijo All Out of Luck. Njen nastop je spominjal na nastop švedske pevke Carole na Pesem Evroviziji leta 1991. Na začetku glasovanja je vodila, a je na koncu zmagala švedska predstavnica Charlotte Nilsson. Odločilne glasove je podala Bosna in Hercegovina, ki je podelila Švedski maksimalnih 12 točk ter ji tako prinesla zmago.   
Na Evrosongu 2005 je Selma v Kijevu znova zastopala Islandijo, in sicer s pesmijo If I Had Your Love. Selma se tokrat ni uvrstila niti v finale, kar je bilo eno največjih presenečenj izbora.
Leta 2005 je nastopila tudi na prireditvi Europride v Oslu, kjer je zapela obe svoji evrovizijski uspešnici.